# 奧索加河

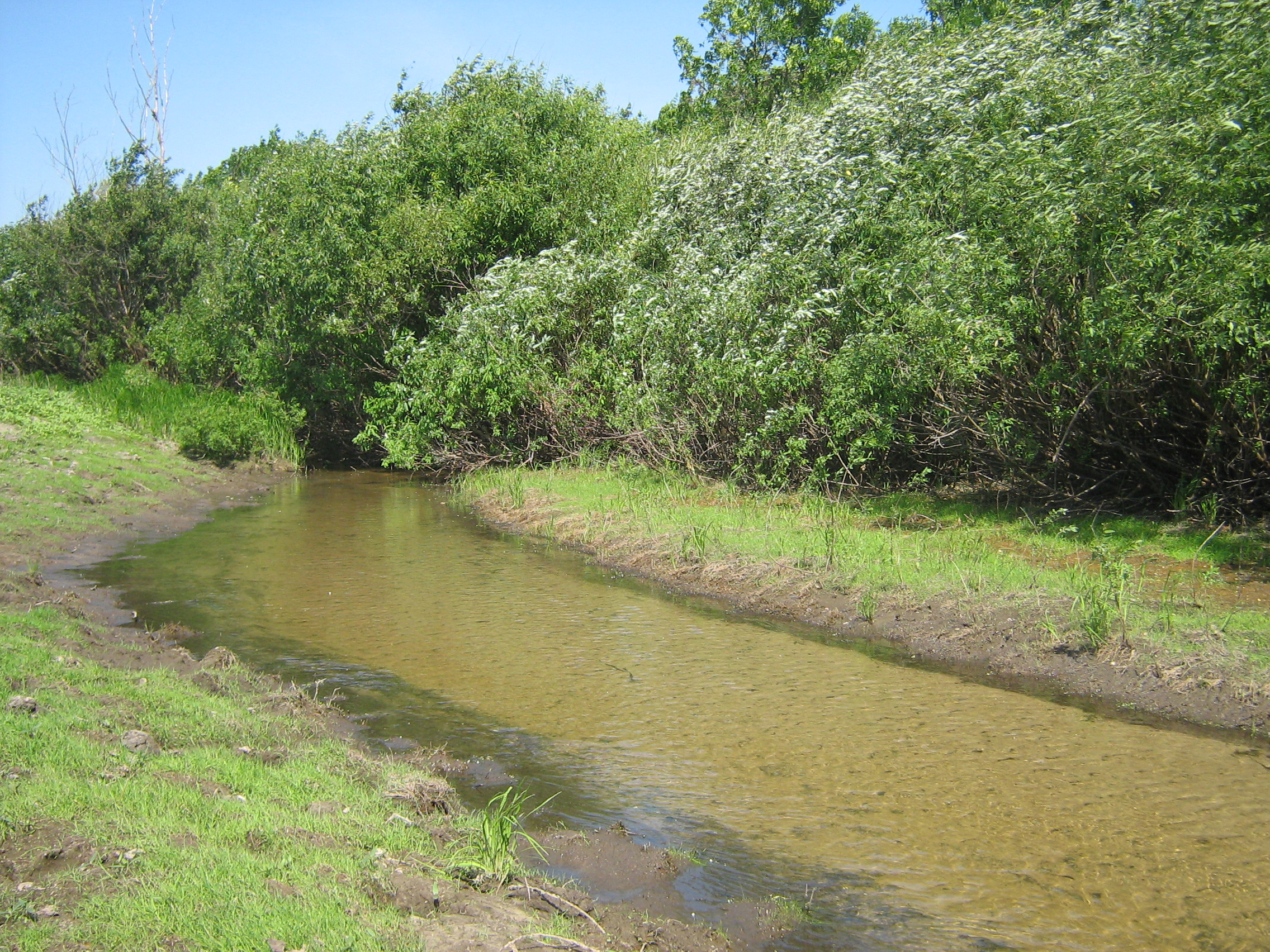

奧索加河（烏克蘭語：Щемля），是烏克蘭的河流，位於該國東北部蘇梅州，屬於謝伊姆河的左支流，發源自杜哈尼夫卡附近，流經科諾托普區，河道全長14公里。